# フォレスト・シャーマン (駆逐艦)
|          | |
| 艦歴     | |
| 発注     | 1951年3月10日 |
| 起工     | 1953年10月27日 |
| 進水     | 1955年2月5日 |
| 就役     | 1955年11月9日 |
| 退役     | 1982年11月5日 |
| その後   | 寄贈のため保管中 |
| 除籍     | 1990年7月27日 |
| 性能諸元 | |
| 排水量   | 軽荷：2,800トン 満載：4,050トン |
| 全長     | 418 ft (127.4 m) |
| 全幅     | 45 ft (13.7 m) |
| 吃水     | 建造時：20 ft (6.1 m) 改装後：22 ft (6.7 m) |
| 機関     | 蒸気タービン 70,000hp 2軸推進 |
| 最大速   | 32.5ノット |
| 航続距離 | 4,500海里（20ノット時） |
| 乗員     | 士官、兵員324名 |
| 兵装     | 54口径127mm単装砲 3門 12.7mm単装機銃 6基 爆雷投下軌条 1条 *後日撤去 50口径76mm2装砲 2基 ヘッジホッグ 2基 533mm魚雷発射管 4門 *後日追加 324mm3連装魚雷発射管 2基 |

フォレスト・シャーマン (USS Forrest Sherman, DD-931) は、アメリカ海軍の駆逐艦。フォレスト・シャーマン級駆逐艦のネームシップ。艦名はフォレスト・シャーマン提督に因む。

## 艦歴
フォレスト・シャーマンは1953年10月27日にメイン州バスのバス鉄工所で起工した。1955年2月5日にフォレスト・P・シャーマン夫人（シャーマン提督の未亡人）によって命名、進水し、1955年11月9日に艦長R・S・クレンショー中佐の指揮下就役した。
1年に及ぶ艤装および初期訓練の後、フォレスト・シャーマンは母港のロードアイランド州ニューポートに1957年1月15日到着した。2日後、ワシントンD.C.に向けて出航し、ドワイト・D・アイゼンハワー大統領2期目就任後の公式訪問を受ける。フォレスト・シャーマンはニューポートから東海岸沿いにカリブ海までの海域で訓練および艦隊演習を行い、1957年の夏には海軍兵学校生の夏季巡航に参加、南アメリカへの航海を行い、6月12日にはハンプトン・ローズでの国際観艦式に参加した。
1957年9月3日、フォレスト・シャーマンはノルウェー沖でのNATOの演習、ストライクバック作戦に参加するため出航した。イギリスのプリマスおよびデンマークのコペンハーゲンを訪問し、10月22日にナラガンセット湾に帰還する。最初の地中海配備に備えて1958年7月にはプエルトリコ沖で揚陸演習に参加する。その後8月10日にジブラルタルに到着した。8月いっぱい地中海東部の哨戒を行い、続いて台湾沖で第7艦隊に合流、第二次台湾海峡危機で危機に面した金門島および馬祖島を支援した。危機が沈静化すると、フォレスト・シャーマンは11月11日にニューポートに帰還した。
1959年の夏、フォレスト・シャーマンはインランドシー作戦に参加し、セントローレンス海路の開通を祝うため五大湖に巡航する任務部隊に参加した。6月26日にはセントルイス湖で行われる観艦式に参加するエリザベス2世とアイゼンハワー大統領の乗ったブリタニア (HMY Britannia) のエスコートを担当した。続いて五大湖の港に集まった11万人以上の観客を楽しませるため巡航を行った。ニューポートに帰還すると、大西洋艦隊と共に沿岸での演習を行い、ボストン海軍造船所で小修理と変更が行われた。
1960年はより多くの訓練に参加する。3月21日に出航、第6艦隊と7ヶ月間の地中海配備に赴く。10月、帰国途中にフォレスト・シャーマンは、乗員が船上で重傷を負ったリベリア船籍の貨物船アレン・クリステンセン (Allen Christensen) を支援する。夜に負傷者を搭載艇で収容し、患者をバミューダに送り届けた。フォレスト・シャーマンは10月15日にニューポートに到着し、約4週間後に広範囲オーバーホールのためボストン海軍造船所に入渠した。作業は1961年まで継続した。
フォレスト・シャーマンは1982年11月5日に退役し、1990年7月27日に除籍、1992年12月11日にクインシーのフォアリバー造船所にスクラップとして売却された。フォアリバー造船所が破産すると、破産管財人によってニューヨークのN・R・アクィジション・インコーポレーテッドに転売された。
艦は海軍によって状態回復され、元はフィラデルフィア海軍造船所の一部であった不活性艦艇保管施設に停泊させられた。フォレスト・シャーマンは結局博物館船としての寄贈リストに記載された。2006年に下院はフォレスト・シャーマンをUSS フォレスト・シャーマン DD-931 財団に移管させる法案を可決した。同財団は艦をメリーランド州のハバー・ド・グラースに移して公開することを計画している。